# Monophyllus
Monophyllus es un género de murciélagos de la familia Phyllostomidae. Es originario del Caribe.

## Especies
- Monophyllus plethodon Miller, 1900
- Monophyllus redmani Leach, 1821